# SimAnimals
SimAnimals är ett spel utvecklat och utgivet av EA Games för Nintendo DS och Wii. Det släpptes först i USA den 21 januari 2009. 29 januari släpps det i Australien och den 30 januari i Europa.
Spelet har ungefär samma upplägg som i The Sims-spelen, då man ska styra människoliknande "simmar". Skillnaden är bara att man ska styra ett djur i SimAnimals. Man kommer att kunna spela 60 olika sorters djur, men alla djur är inte snälla. Rävar, tvättbjörnar, grävlingar, kråkor och björnar kan orsaka problem. I spelet ska man lösa problem och utmaningar med sina djur och uppnå mål genom att upptäcka olika hemligheter i skogen. Djuren utvecklar personligheter beroende på hur de tas om hand under spelets gång. 
Det finns också en multiplayer-funktion för totalt fyra spelare.